# Médard Desprez
Médard Desprez (* 24. April 1764 in Vauxaillon (Aisne); † 24. März 1842 in Meulan)
war ein französischer Bankier, 1801–1806 Mitglied des Verwaltungsrates der Bank von Frankreich und gehörte 1802 zu den Bankiers des Staatsschatzes (Banquiers du Trésor public).

## Leben

### Familiärer Zusammenhang
Seine Eltern waren der Grundschullehrer Jean-François Desprez und Marie Declerc. Er heiratete Marie-Madeleine Lecotier und blieb ohne Nachkommen.

### Karriere im Bankgeschäft
Bei der Bank Cottin & Jauge war er 1785 kaufmännischer Angestellter, zwischen 1788 und 1790 tätigte er für den Direktor des Staatsschatzes, Dufresne de Saint-Léon, Wechselgeschäfte als inoffizieller Mittelsmann der Diskontkasse (Caisse d’escompte). Bei der ersten Kapitalerhöhung der Bank von Frankreich hatte ein Teil der Aktien nicht platziert werden können. Die Bank hatte Bedarf, sie abzusetzen, wollte sie aber selbst nicht an der Börse anbieten. Desprez nahm sie auf seine Rechnung und konnte sie weiterverkaufen. 1799 war er Verwalter der Girokasse (Caisse des comptes courants), betätigte sich 1800 als Börsenmakler, um 1805 erstmals im Almanach als Bankier aufzutauchen. Desprez war von ganz Paris der am besten informierte über Vorgänge an der Börse, die sich auf Staatsgelder stützten. Die große Spekulation mit den Bons der Generalsteuereinnehmer war seine Neuerung.
Gelegenheit boten ihm Napoleons verschiedene Versuche bei der Staatsfinanzierung. Zwar strebte der Erste Konsul an, Einrichtungen zu schaffen, die eine regelmäßige Versorgung der Staatskasse sicherstellen würden, doch es zog sich hin und er musste auf private Geldgeber zurückgreifen. Im Jahr 1800 akzeptierte er die Zwanzig vereinigten Kaufleute (Vingt Négociants réunis) als Kreditgeber, im Folgejahr reduzierte ihre Anzahl sich auf zehn. Man erprobte darauf kurz Desprez’ Vorschlag des Handels mit den Obligationen der Steuereinnehmer, bevor sich im Juli 1801 der Verein der Bankiers des Staatsschatzes (Association des Banquiers du Trésor public) zusammentat, der dieses System übernahm. Napoleon begrenzte den erzielbaren Zinsgewinn, was 1802 zu einer Neubesetzung des Vereins der Bankiers führte, diesmal einschließlich Médard Desprez. 1803 sollte der Schatzminister sich alleine auf das Büro der Generalsteuereinnehmer verlassen, musste 1804 aber wieder bei privaten Geldgebern anfragen. Es tat sich die Gesellschaft der vereinigten Kaufleute zusammen, deren fünf Mitglieder als Armeelieferanten reich geworden waren.

### Mittendrin: Die Krise 1805–1806
Seit 1801 war Desprez einer der Leiter („régent“) der Bank von Frankreich und wurde im Juli 1804 vom Großkaufmann Gabriel-Julien Ouvrard gebeten, die Koordination der Leistungen der Partner in der Gesellschaft der vereinigten Kaufleute vorzunehmen. Tatsächlich stand Schatzminister Barbé-Marbois hinter der Wahl, doch holte er sich bei der ersten Anfrage eine Abfuhr: Einige der Mitglieder der Kaufleute hatten für Desprez einen zu schlechten Ruf. Als Napoleon den Wunsch bekräftigte, gab Desprez nach. Es wurde ein kompliziertes Verfahren entworfen, in dem die Kaufleute gleichzeitig den Staat finanzierten und für ihre Verpflegungslieferungen bezahlt wurden. Mitte 1805 stiegen zwei der fünf Beteiligten wegen gesenkten Zinssatzes aus. Erschwert wurde der Kraftakt durch neue Kriegsaktivitäten und die unvorhergesehene Verbindung mit der von Ouvrard gestarteten Budgetsanierung in Spanien, ein südamerikanischer Silbervorrat sollte angezapft werden.
Über Desprez liefen schon die Zahlungen, die das niederländische Handelshaus Hope & Co. nach dem Erwerb aller den Louisiana-Verkauf betreffenden Wechsel an Frankreich leistete, und so lag es nahe, dass dessen Mitinhaber und eigentlicher Kopf, Pierre César Labouchère, mit Desprez die Grundzüge einer Überführung mexikanischer Piaster nach Europa festlegte. Die Ausweitung des Seekrieges ließ aber das auf die mexikanischen Silbermünzen gestützte Kreditgebäude zusammenbrechen, zudem wurde es für die Armeelieferanten schwieriger, zahlungsfähig zu bleiben. Sie stellten einander Gefälligkeitswechsel aus, die Desprez’ Bank von Frankreich klaglos akzeptierte.
Da Lieferanten seit 1805 zur Kompensation ihrer Forderungen von Napoleon sich mit Nationalgütern in den rheinischen Departements abfinden lassen mussten, wurde auch Desprez in den Handel mit Armeelieferantengütern hineingezogen. Derweil unterminierten in Paris die von ihm ausgegebenen „bons Desprez“ das Vertrauen in Banknoten. Es entstand die schlimmste Krise, die der Handel seit Jahren durchlebte. Im Januar 1806 belief sich der daraus entstandene Schaden auf 73 Millionen Francs. All seiner Ämter enthoben, musste Desprez seinen Besitz dem Staat zur Verfügung stellen und erklärte Ende 1807 den Konkurs. Es gehörten ihm zwei Häuser in Paris nahe den Boulevards, die Domaine de Marchais (Aisne) einschließlich Wäldern und Gehöften und ein Hof in Ecqueuilly.

### In der Schuldenfalle?
Die fürchterliche Abrechnung Napoleons brachte Desprez eine Haftstrafe im Gefängnis Sainte-Pélagie ein. Für fünfzehn Monate in Freiheit, wurde er im Oktober 1810 in Bordeaux wieder festgenommen und kam erst nach mehr als einem Jahr endgültig frei. Sein Konkurs vom 27. November 1807 offenbarte ihn aber auch in der Schlüsselposition zu einem finanziellen Gewölbe über einer großen Ansammlung von mit Paris und den Atlantikhäfen verbundenen Handelsspekulationen. Entsprechend löste sein Fall in verschiedenen Pariser Wirtschaftszweigen Erschütterungen aus. Es dauerte zwei Tage, bis er sich mit seinen Gläubigern darauf geeinigt hatte, ihm für die Liquidation die Verwaltung seiner Geschäfte unter der Aufsicht von dazu bestellten Ausschussmitgliedern zu überlassen. 28 Jahre nach seiner Freilassung dauerte die Liquidation immer noch an und es wurde 1839 vor einem Handelsgericht behauptet:
„Dies ist eine angenehme Situation, die er so lange wie möglich erhalten will.“
 Was sich auch bis zu seinem Tode am 24. März 1842 ergab.

## Referenz
- Romuald Szramkiewicz: Desprez (Médard), 1764 – 1842, régent de la Banque de France, in Jean Tulard (Hrsg.): Dictionnaire Napoléon, Arthème Fayard, Paris 1987, S. 598